# Roberto Brunelli
Roberto Brunelli (* 30. März 1938 in Piubega; † 21. November 2022 in Mantua) war ein italienischer römisch-katholischer Priester, Autor und Direktor des Museo Diocesano Francesco Gonzaga in Mantua.

## Leben
Roberto Brunelli studierte Philosophie und Theologie sowie Literaturwissenschaften und Fremdsprachen. 1968 empfing er in Castiglione delle Stiviere die Priesterweihe. Viele Jahre lang war er Lehrer zunächst am Liceo Spagnoli und dann am Liceo Redentore in Mantua.
Von 1971 bis 1975 war er Chefredakteur der diözesanen Wochenzeitung La Cittadella und leitete außerdem Radio Laghi inBlu, einen Radiosender des Bistums Mantua. 1996 wurde er Domherr der Kathedrale von Mantua. Langjährig war er Mitglied der Diözesankommission für kulturelle und kirchliche Güter.
2013 wurde er Direktor des Diözesanmuseums Museo Diocesano Francesco Gonzaga in Mantua. Zudem war er Mitglied des Verwaltungsrats der Stiftung Casa dello Studente B.C.Ferrini.
Brunelli war als Autor von Texten zu religiösen Themen, Kunstgeschichte und Belletristik bekannt. In den 1980er Jahren arbeitete er mit Mondadori als Herausgeber und Übersetzer mehrerer Titel der beliebten Kinderenzyklopädie I grandi libri und als Autor der Grande libro della Bibbia (1983) zusammen. Zu seinen jüngeren Werken gehören die historischen Geschichten von Giallo a corte (2012), die einigen ungelösten Verbrechen der Gonzaga-Ära gewidmet ist, und die Geschichte von Papa a sorpresa (2013), in die der Autor, bevor die Nachricht vom Rücktritt Benedikt XVI. veröffentlicht wurde, spekulierte, was mit dem Rücktritt eines Papstes geschehen könnte. In seiner Arbeit finden sich insbesondere auch historische und künstlerische Essays zum Thema Mantua.
Roberto Brunelli starb am 21. November 2022 im Alter von 84 Jahren im Krankenhaus Carlo Poma in Mantua.

## Schriften
- (Hrsg.) Il grande libro della letteratura. Mondadori, Mailand 1981.
- (Hrsg.) Il grande libro delle arti. Mondadori, Mailand 1982.
- (Hrsg.) Il grande libro della Bibbia. Mondadori, Mailand 1983.
- Storia religiosa della Lombardia. La diocesi di Mantova. La Scuola, Brescia 1986.
- Dal tempo all’eternità: la liturgia della Chiesa Cattolica. Mondadori, Mailand 1989.
- Un uomo di nome Luigi. AVE, Rom 1990.
- Storia di Gerusalemme. Mondadori, Mailand 1990.
- Luigi Gonzaga. ElleDiCi, Leumann 1991.
- Alle soglie del cielo. Pellegrini e santuari in Italia. Mondadori, Mailand 1992.
- L’onore e la gloria: vita del Venerabile Francesco Gonzaga. AVE, Rom 1993.
- L’amore ha molte facce. Gregoriana, Padua 1994.
- Luoghi e vicende di Mantova francescana. Sometti, Mantua 2001.
- Delitto in sagrestia. Tre Lune, Mantua 2002.
- Requiem in rosso. Tre Lune, Mantua 2003.
- Scarlatto, vermiglio, porpora. Storie di Casa Gonzaga. Tre Lune, Mantua 2003.
- Arte, fede e storia. Le chiese di Mantova e provincia. Tre Lune, Mantua 2004.
- I Gonzaga con la tonaca. Postojna, 2005.
- Vita di Andrea Mantegna Pittore. Tre Lune, Mantua 2006.
- I Gonzaga: quattro secoli per una dinastia. Tre Lune, Mantua 2010.
- Giallo a corte. Universitas Studiorum, Mantua 2012.
- Papa a sorpresa. Una premonizione. Di Pellegrini, Mantua 2013.
- Pellegrini a Mantova. Santuari in città e provincia. Supplemento alla Gazzetta di Mantova del 15/02/2014, Il Rio, Mantua 2014.
- Parole dipinte. Viaggi tra il museo e la biblioteca. Universitas Studiorum, Mantua 2014.
- Passeggiando nel vocabolario. Tre Lune, Mantua 2014.